# Nati nel 968
| Questa pagina contiene informazioni ricavate automaticamente dalle voci biografiche con l'ausilio del template Bio e di un bot. L'aggiornamento è periodico e automatico e ricostruisce completamente la pagina. Se manca una persona in questa lista, sei pregato di non aggiungerla, ma accertati piuttosto che la sua voce biografica contenga il template Bio e che i dati anagrafici siano correttamente compilati. Se il template Bio manca, inseriscilo tu stesso o, in alternativa, metti l'avviso {{tmp\|Bio}} che ne segnala la mancanza. Se i dati riportati sono sbagliati, correggi direttamente la voce biografica; le modifiche saranno visibili in questa lista entro pochi giorni. Per chiarimenti vedi il progetto biografie. La lista contiene solo le 6 persone che sono citate nell'enciclopedia e per le quali è stato implementato correttamente il template Bio. Pagina aggiornata al 13 gen 2025. |

- 29 novembre - Kazan, imperatore giapponese († 1008)
- 21 dicembre - Minamoto no Yorinobu, militare giapponese († 1048)
- 23 dicembre - Song Zhenzong, imperatore cinese († 1022)
- Etelredo II d'Inghilterra, re († 1016)
- Leofrico di Coventry, nobile anglosassone († 1057)
- Romano III Argiro, imperatore bizantino († 1034)